# サバーバン・ノイズ・レコード
サバーバン・ノイズ・レコード（Suburban Noize Records）は、カリフォルニア州バーバンクに拠点を置く、大手インディペンデント・レーベルの名称である。
現在は、主にヒップホップ、ラップロック系バンドが数多く所属している。

## 概要
1995年に、ラップロック・バンド、コットンマウス・キングスの中心メンバーであったダディ・Xが、自身のコットンマウス・キングスのレコードをリリースするために設立。その後、コットンマウス・キングスがキャピトル・レコードと契約する際、キャピトル内のレーベルとして始動する。当初はコットンマウス・キングス、グランド・ヴァナキュラー、トゥー・ルード、ミックス・モブといったバンドが在籍していた。その後、キャピトルと契約を切り、2003年に完全に独立。直後には、日本支部も立ち上げた。近年は所属アーティストの商業的成功も相まって、次第にその規模を拡大していき、西海岸を代表するインディー・レーベルとして現在に至っている。

## 所属アーティスト
- Barry and The Penetrators
- Blestenation
- Big B
- Chucky Styles
- サイプレス・ヒル (Cypress Hill)
- Daddy X
- Danny Diablo
- D.I.
- The Dirtball
- DGAF
- DJ Bobby B
- DJ Shakey Bonez (D-Loc)
- Dog Boy
- Hed PE
- Humble Gods (ダディ・Xの所属するバンド)
- Judge D
- Kingspade
- コットンマウス・キングス (Kottonmouth Kings)
- La Coka Nostra
- Mondo Generator
- Mower
- One Session
- OPM
- Pakelika (コットンマウス・キングスに所属するダンサー)
- phunkjunkeez
- Potluck
- Saint Dog
- Sen Dog
- Subnoize Souljaz
- Taintstick
- The Taxman
- Too Rude
- Tsunami Bros.
- DJ Shakey Bonez (D・ロックのソロ・プロジェクト)
- DJ Bobby B
- Unwritten Law
- Wicked Wisdom
- X-Clan
- Swollen Members

## 「BreakSilence Recordings」として、所属するアーティスト
＊傘下のレーベル。主にスクリーモ、エモ・バンドが所属している。
- ブロークンサイド (Brokencyde)
- Eyes Set To Kill
- Kill Paradise